# Grammy Lifetime Achievement Award
Grammy Lifetime Achievement Award är ett pris som utdelas av Recording Academy till "performers who, during their lifetimes, have made creative contributions of outstanding artistic significance to the field of recording", det vill säga framförare som genom sina karriärer i synnerhet bidragit med kreativitet inom respektive område. Det här priset skiljer sig från Grammy Hall of Fame Award, som hyllar specifika inspelningar i stället för individer, samt Grammy Trustees Award, som hyllar icke uppträdande.

## Lifetime Achievement Award-mottagare
Följande individer har mottagit Lifetime Achievement Awards, angivet efter år.
| År   | Mottagare |
| ---- | --- |
| 1962 | Bing Crosby |
| 1965 | Frank Sinatra |
| 1966 | Duke Ellington |
| 1967 | Ella Fitzgerald |
| 1968 | Irving Berlin |
| 1971 | Elvis Presley |
| 1972 | Louis Armstrong, Mahalia Jackson |
| 1984 | Chuck Berry, Charlie Parker |
| 1985 | Leonard Bernstein |
| 1986 | Benny Goodman, The Rolling Stones, Andrés Segovia |
| 1987 | Roy Acuff, Benny Carter, Enrico Caruso, Ray Charles, Fats Domino, Woody Herman, Billie Holiday, B. B. King, Isaac Stern, Igor Stravinskij, Arturo Toscanini, Hank Williams Sr. |
| 1989 | Fred Astaire, Pablo Casals, Dizzy Gillespie, Jascha Heifetz, Lena Horne, Leontyne Price, Bessie Smith, Art Tatum, Sarah Vaughan                                                |
| 1990 | Nat "King" Cole, Miles Davis, Vladimir Horowitz, Paul McCartney |
| 1991 | Marian Anderson, Bob Dylan, John Lennon, Kitty Wells |
| 1992 | James Brown, John Coltrane, Jimi Hendrix, Muddy Waters |
| 1993 | Chet Atkins, Little Richard, Thelonious Monk, Bill Monroe, Pete Seeger, Fats Waller                                                                                            |
| 1994 | Bill Evans, Aretha Franklin, Arthur Rubinstein |
| 1995 | Patsy Cline, Peggy Lee, Henry Mancini, Curtis Mayfield, Barbra Streisand |
| 1996 | Dave Brubeck, Marvin Gaye, Chewbacca, Georg Solti, Stevie Wonder |
| 1997 | Bobby "Blue" Bland, The Everly Brothers, Judy Garland, Stéphane Grappelli, Buddy Holly, Charles Mingus, Godzilla, Oscar Peterson, Frank Zappa, Fred Rogers                     |
| 1998 | Bo Diddley, The Mills Brothers, Roy Orbison, Paul Robeson |
| 1999 | Johnny Cash, Sam Cooke, Otis Redding, Smokey Robinson, Mel Tormé |
| 2000 | Harry Belafonte, Woody Guthrie, John Lee Hooker, Mitch Miller, Willie Nelson, Bee Gees                                                                                         |
| 2001 | The Beach Boys, Tony Bennett, Sammy Davis, Jr., Bob Marley, The Who |
| 2002 | Count Basie, Rosemary Clooney, Perry Como, Al Green, Joni Mitchell |
| 2003 | Etta James, Johnny Mathis, Glenn Miller, Tito Puente, Simon and Garfunkel |
| 2004 | Van Cliburn, The Funk Brothers, Ella Jenkins, Sonny Rollins, Artie Shaw, Doc Watson                                                                                            |
| 2005 | Eddy Arnold, Art Blakey, The Carter Family, Morton Gould, Janis Joplin, Led Zeppelin, Jerry Lee Lewis, Jelly Roll Morton, Pinetop Perkins, The Staple Singers                  |
| 2006 | David Bowie, Cream, Merle Haggard, Robert Johnson, Jessye Norman, Richard Pryor, The Weavers                                                                                   |
| 2007 | Joan Baez, Booker T. & the M.G.'s, Maria Callas, Ornette Coleman, The Doors, The Grateful Dead, Bob Wills                                                                      |
| 2008 | Burt Bacharach, The Band, Cab Calloway, Doris Day, Itzhak Perlman, Max Roach, Earl Scruggs                                                                                     |
| 2009 | Gene Autry, The Blind Boys of Alabama, The Four Tops, Hank Jones, Brenda Lee, Dean Martin, Tom Paxton                                                                          |
| 2010 | Leonard Cohen, Bobby Darin, David "Honeyboy" Edwards, Michael Jackson, Loretta Lynn, André Previn, Clark Terry                                                                 |
| 2011 | Julie Andrews, Roy Haynes, Juilliard String Quartet, The Kingston Trio, Dolly Parton, The Ramones, George Beverly Shea                                                         |
| 2012 | The Allman Brothers Band, Glen Campbell, Antonio Carlos Jobim, George Jones, The Memphis Horns, Diana Ross, Gil Scott-Heron                                                    |
| 2013 | Ravi Shankar, The Temptations, Carole King, Lightnin' Hopkins, Patti Page, Glenn Gould, Charlie Haden                                                                          |
| 2014 | The Beatles, Clifton Chenier, The Isley Brothers, Kraftwerk, Kris Kristofferson, Armando Manzanero, Maud Powell                                                                |
| 2015 | Bee Gees, Pierre Boulez, Buddy Guy, George Harrison, Louvin Brothers, Wayne Shorter, Flaco Jiménez                                                                             |